# مارغريت هيغينز
مارغريت هيغينز (بالإنجليزية: Marguerite Higgins)‏ هي صحفية أمريكية، ولدت في 3 سبتمبر 1920 في هونغ كونغ البريطانية في المملكة المتحدة، وتوفيت في 3 يناير 1966 في واشنطن العاصمة في الولايات المتحدة بسبب داء الليشمانيات.

## وصلات خارجية
- مارغريت هيغينز على موقع مونزينجر (الألمانية)